# Natalya Nepryayeva
Natalya Mikhaylovna Nepryayeva (født 6. september 1995) er en russisk langrendsløber.
Hun deltog i de olympiske vinterlege 2018 som en del af holdet for olympiske atleter fra Rusland og vandt en bronzemedalje i 4×5 km stafet.
Hun vandt sin første individuelle olympiske medalje ved de olympiske vinterlege 2022 i 15 km skiathlon, og vandt en guldmedalje i kvindernes 4×5 kilometer stafet.